# حمله به کنگره برزیل (۲۰۲۳)
در ۸ ژانویه ۲۰۲۳، پس از پیروزی لوئیز ایناسیو لولا داسیلوا در انتخابات سراسری برزیل ۲۰۲۲، هواداران رئیس‌جمهور قبلی، ژایر بولسونارو، به ساختمان کنگره ملی، دادگاه عالی فدرال، و کاخ ریاست‌جمهوری پلانالتو در میدان ترس پودرس حمله کردند. در پایتخت، برازیلیا. سناتور ونزیانو ویتال دو رگو، رئیس موقت سنای فدرال، تأیید کرد که آشوبگران به سالن سبز اتاق نمایندگان وارد شده و سعی کرده‌اند وارد کاخ پلانالتو شوند. نه لولا و نه بولسونارو در زمان حمله در برازیلیا نبودند.
این حمله یک هفته پس از تحلیف لولا و پس از چندین هفته ناآرامی از سوی هواداران بولسونارو رخ داد. حمله بیش از پنج ساعت طول کشید تا نیروهای امنیتی برزیل توانستند هر سه ساختمان را از وجود آشوبگران پاکسازی کنند، این واقعه در ساعت ۲۱:۰۰ به وقت برزیل (UTC−۰۳:۰۰) رخ داد. حمله صورت گرفته به ساختمان‌های دولتی با محکومیت سریع دولت‌های سراسر جهان مواجه شد.
در پاسخ به این حمله، در ساعت ۱۸:۰۰ به وقت برزیل، لولا داسیلوا اعلام کرد که فرمانی را امضا کرده‌است تا به موجب آن اجازه تا پایان ژانویه ۲۰۲۳ وضعیت اضطراری فدرال در منطقه فدرال برقرار شود. اگر چه در کنگره ملی برزیل هنگام وقوع حملات کسی در جلسه نبود، اما به سرعت این بیانیه را در ۱۰ ژانویه به تصویب رساند.